# Cremanthodium cucullatum
Cremanthodium cucullatum là một loài thực vật có hoa trong họ Cúc. Loài này được Ling & S.W.Liu mô tả khoa học lần đầu tiên vào năm 1982.